# Елеонора Магдалина Нойбурзька
Елеонора Нойбурзька (нім. Eleonore von Pfalz-Neuburg; чеськ. Eleonora Falcko-Neuburská; угор. Eleonóra Pfalz–Neuburgi; або Елеонора Магдалина Терезія Пфальц-Нойбурзька (нім. Eleonore Magdalene Therese von Pfalz-Neuburg; 6 січня 1655, Дюссельдорф, пфальцграфство Нойбург — 19 січня 1720, Відень, Австрійське ерцгерцогство) — принцеса з дому Віттельсбахів, уроджена принцеса Пфальцька, дочка Філіппа Вільгельма, курфюрсту Пфальцу. Третя дружина імператора Леопольда I Габсбурга; в шлюбі — імператриця Священної Римської імперії, королева Німеччини, Угорщини та Чехії, ерцгерцогиня Австрійська і графиня Тирольская. Бабуся імператриці Марії Терезії.
Одна з найосвіченіших і доброчесних жінок свого часу. Перекладала біблійні тексти з латинської німецькою мовою. Брала участь у державних справах під час правління чоловіка і синів. За кілька місяців особистого правління імперією і володіннями дому Габсбургів на правах регента уклала Сатмарську угоду, яка закріпила правління її нащадків в угорському королівстві. До шлюбу і після вдівства вела аскетичний спосіб життя. Активно займалася благодійністю.

## Життєпис

### Ранні роки
Елеонора народилася в Дюссельдорфі вночі 6 січня 1655 року. Вона була першою дитиною і старшою дочкою в багатодітній родині Філіппа Вільгельма, пфальцграфа Нойбурга, герцога Юліха і Берга, майбутнього курфюрста Пфальца і його другої дружини Єлизавети Амалії, принцеси з Дармштадтської гілки Гессенського дому. По батьківській лінії доводилась онукою Вольфгангу Вільгельму, пфальцграфу Нойбурга, герцогу Юліха і Берга та Магдалині Баварській, принцесі з дому Віттельсбахів. По материнській лінії була онукою Георга II, ландграфа Гессен-Дармштадта і Софії Елеонори Саксонської, принцеси з дому Веттинів. Серед її сестер були Марія Софія, в майбутньому дружина короля Португалії Педру II, і Марія Анна, в майбутньому дружина короля Іспанії Карла II.
Відразу після народження, принцеса була хрещена Бенедиктом Лайссом, настоятелем Альтенбурзького абатства з іменами Елеонора Магдалина Терезія. На честь її народження придворний капелан і поет, єзуїт Иоганн Якоб Бальде, склав гекзаметром латинкою вірш «Пісня геніальної Елеонори» (лат. Eleonorae geniale carmen який переклав німецькою мовою. Згодом він став духівником Елеонори і був ним до самої смерті. У серпні 1655 року вона, разом з батьками, переїхала з Дюссельдорфа в Нейбург. 11 вересня 1611 року в придворній церкві в Нойбурзі принцеса отримала миропомазання від Маркварда II, князя-єпископа Айхштет. Батьки виховали дочку в благочесті і дали їй добру освіту. Вона вільно володіла латинською, французькою та італійською мовами, перекладала німецькою мовою біблійні тексти і духовну літературу, добре зналася на теології, захоплювалася музикою і мистецтвом. Особливою пристрастю принцеси було читання. Недовгий час вона захоплювалася полюванням і танцями. З вересня 1672 року Елеонора жила з матір'ю в замку Бенрат, де до неї була приставлена фрейліна, що стежила за дотриманням етикету.
Уже в ранньому дитинстві в Елеонори проявилося релігійне почуття. Їй було чотири роки, коли побачивши Розп'яття, вона розплакалася, співчуваючи Ісусу Христу. Принцеса дотримувалася щоденної молитовної практики, яка включала флагелляціі і таємне носіння вериг, кожен день вона брала участь в богослужінні, відвідувала хворих, творила милостиню. Перебуваючи серед бідняків, Елеонора просила їх ставитися до неї не як до монаршої персони, а як до простої людини, тому, що вважала всіх людей однаково дорогими Богу. 2 лютого 1669 року принцеса вступила у Братство Скорботної Богоматері біля Хреста, членом якого вона залишалася все своє життя. Особливе покровительство Елеонора надавала монастирям кармеліток у Дюссельдорфі і Нейбурзі. Вона навіть хотіла стати черницею-кармеліткою, але батьки не дозволили їй. П'ять монарших осіб просили її руки, і всім Елеонора відмовила. Одним з тих, хто отримав відмову принцеси, був вдівець Яків II, король Англії і Шотландії, посватався до неї 1671 року .

### Шлюб

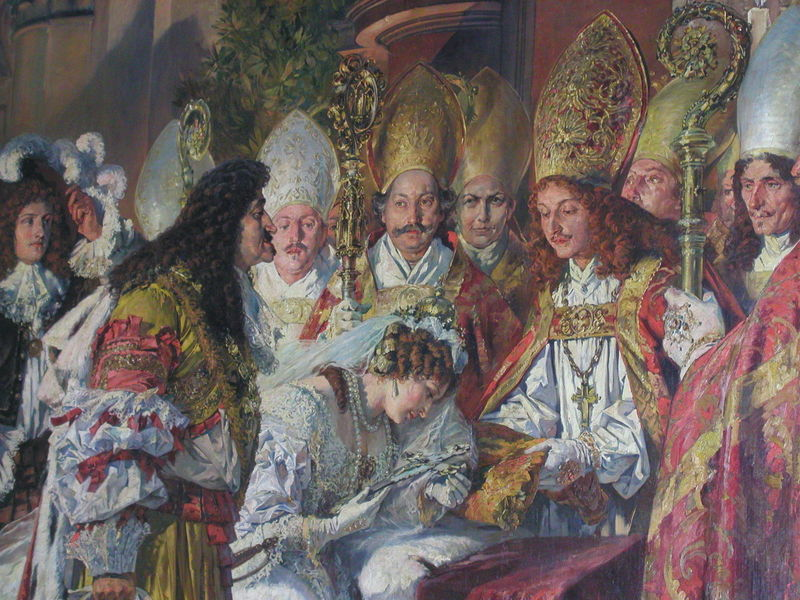
Фердинанд Вагнер. «Одруження Леопольда I та Елеонори Нойбургзької» (1890). Ратуша, Пассау

У квітні 1676 року імператор Священної Римської імперії Леопольд I, коли залишився вдруге вдівцем, почав пошуки нової дружини. До цього його спонукала відсутність в попередніх шлюбах спадкоємця чоловічої статі. На цей раз вибір імператора зупинився на принцесі Елеонорі, яка обійшла баварську принцесу Марію Анну, данську принцесу Ульріку Елеонору і ряд інших . На стороні Пфальцької принцеси, завдяки дипломатичним зусиллям її батька, були папський нунцій при імператорському дворі у Відні та іспанський король. Противники Елеонори при дворі, навпроти, поширювали чутки про те, що у неї нібито погане здоров'я і потворна зовнішність. Однак чутки не зупинили нареченого, який був старший за свою обраницю на п'ятнадцять років. До того ж батько нареченої, постарався, аби Леопольду I показали портрет його доньки, написаний заздалегідь на його замовлення .
Переговори про шлюб принцеси та імператора почалися у квітні 1676 року. З цією метою до Відня прибув емісар Нойбурзького пфальцграфа, якому вдалося заручитися підтримкою імператриці, мачухи Леопольда I, та ряду високопоставлених придворних, включаючи канцлера. У серпні 1676 року в Нойбург прибув особистий лікар імператора, щоб оглянути принцесу. Повернувшись у вересні до Відня, він дав офіційний висновок, що вона здорова. У тому ж місяці через смерть колишньої тещі, імператор призупинив переговори про шлюб. Остаточне рішення Леопольд I прийняв у другій половині жовтня. Елеонору, звістка про те, що вона стане імператрицею, не порадувала. Принцеса хотіла прожити життя незайманою. Але їй довелося підкоритися волі батьків. 25 листопада 1676 року відбулася офіційна церемонія заручення. З огляду на спорідненості нареченого і нареченої, дозвіл на шлюб було надано римським папою Інокентієм XI. Придане Елеонори склало сто тисяч флоринів .
Перша зустріч імператора і принцеси відбулася за два дні до весілля і справила на обох сприятливе враження. Одруження відбулося 14 грудня 1676 року в Пассау. Церемонія пройшла в палацовій каплиці князя-єпископа Пассау і носила приватний характер. На весілля не були запрошені посли і дипломати іноземних держав. Проте, церемонія одруження була помпезною, а наступні торжества тривали кілька днів. Як весільний подарунок наречена отримала від нареченого знаменитий діамант . 7 січня 1677 року імператорське подружжя прибула до Відня.

### Імператриця і королева

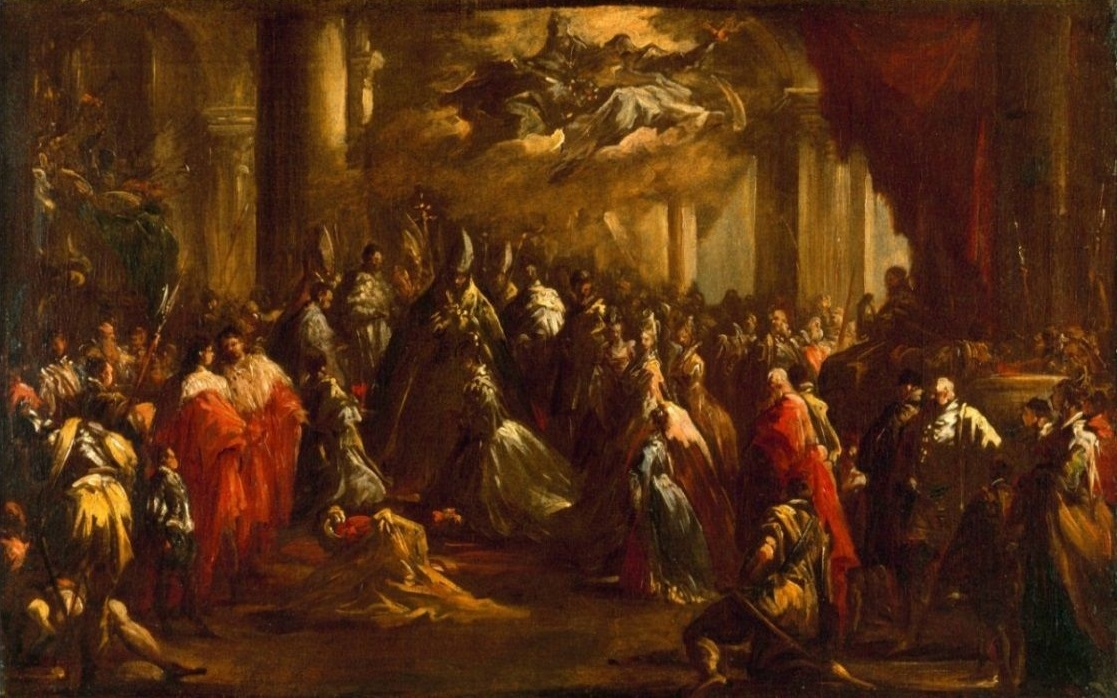
Пеллегріні. «Коронація Елеонори Нейбургской як імператриці» (1713—1715). Замок Бенсберг, Бенсберг

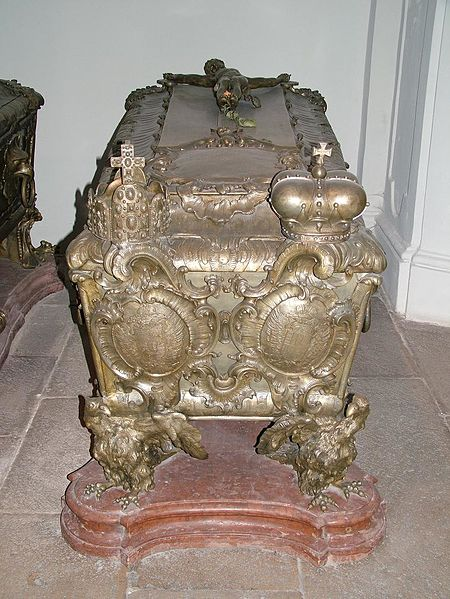
Труна імператриці. Імператорський склеп, Відень

Уже в перші роки шлюбу Елеонорі довелося зіткнутися з великими випробуваннями. У 1679 році у Відні вибухнула епідемія чуми, і імператорська сім'я втекла до Маріацелля, потім в Прагу. Але чума дісталася і до цих місць. До того ж почалося повстання селян, і з чеського королівства Елеонора з дітьми переїхала в замок в Лінці. Не меншу небезпеку, ніж епідемії і повстання, представляла Османська імперія. У липні 1683 року імператорська сім'я знову покинула Відень і переїхала в Пассау через загрозу з боку мусульман-турків, які у вересні того ж року зазнали під Віднем нищівної поразки .
Елеонора була коронована чоловіком відразу після шлюбу. 9 грудня 1681 року, на прохання угорської аристократії, у Братиславі відбулася її коронація як королеви Угорщини, а 19 січня 1690 року в Аугсбургському соборі  була коронована імператрицею Священної Римської імперії. На момент коронації Елеонора була вагітна останньою десятою дитиною .
Разом з чоловіком, імператриця брала участь в управлінні державою. У 1686 році нею був відновлений Благородний орден Зоряного хреста, заснований її попередницею. Елеонора часто виконувала функцію секретаря Леопольда I, особливо в останні роки життя імператора, коли він сильно хворів. У цьому їй допомагало знання мов. Вона супроводжувала його на рейхстаг в Аугсбурзі в 1689 році. Імператриця підтримувала інтереси пфальцького курфюрства при імператорському дворі у Відні і протегувала своїй численній рідні.
Овдовівши в 1705 році, вона одягла траур по коханому чоловікові, який не зняла до кінця свого життя. Вдовуюча імператриця продовжила впливати на справи держави через сина, імператора Йосифа I. З цієї причини у неї не склалися стосунки з його дружиною, імператрицею Вільгельміною Амалією. Після смерті Йосипа I, рішенням Таємної ради, Елеонора стала регентом до повернення з іспанського королівства сина, нового імператора Карла VI, і фактично правила імперією з квітня по грудень 1711 року. Вінцем короткого правління Елеонори став Сатмарська угода, яка закріпила правління династії Габсбургів в угорському королівстві .
Імператриця завжди приділяла велику увагу справам благочестя і милосердя; її щедрість по відношенню до людей, які потрапили в біду, практично не мала меж. Вона не тільки будувала лікарні і притулки, підтримувала численні братства, церкви та монастирі, не тільки викуповувала у мусульман християн-заручників, роздавала милостиню і відвідувала хворих у шпиталях, а й вникала в суть їхніх проблем, намагаючись допомогти кожному, як тільки могла.
9 травня 1684 року імператриця отримала Золоту троянду — нагороду від римського папи Інокентія XI. Деякий час духівником Елеонори був монах-капуцин, блаженний Марк із Авіано. Імператорське подружжя здійснювало спільні паломництва до чудотворного образу Богоматері в Альтеттінзі. Інший чудотворний образ Діви Марії з міста Пьоч, відомий як «Мадонна, яка плаче», був поставлений ними в соборі Святого Стефана у Відні.

### Пізні роки
Останні роки життя вдовуюча імператриця жила як черниця. У своєму заповіті вона вказала слугам, колишнім свідками її подвижницького життя, ніколи і нікому про це не розповідати. 1 січня 1720 року, під час підготовки до таїнства сповіді, у Елеонори трапився інсульт, який призвів до паралізації правого боку тіла. Її соборували і причастили. Вона встигла дати материнське благословення дітям і внукам, які зібралися біля її ліжка. З особливим участю за нею доглядала вдова старшого сина Вільгельміна Амалія, з якої колись у Елеонори були складні відносини. Тепер вдовуючіі імператриці були близькі одна одній.
Елеонора Нойбурзька померла вдень 19 січня 1720 року. 24 травня того ж року її поховали в Імператорському склепі в церкві капуцинів у Відні. На згадку про неї в церкві при імператорському дворі звели «замок печалі» (лат. castrum dolorum) — тимчасовий дерев'яний пам'ятник. У рік її смерті єзуїти видали шість епітафій. Згідно із заповітом Елеонори, її останки були покладені в звичайну дерев'яну труну, яку поставили біля підніжжя труни Леопольда I. Серце імператриці було вилучено та поставлено в посудині в Лоретанській капеллі, в церкві августинців у Відні. У свинцеву барокову труну роботи Моля останки Елеонори в серпні 1755 роки перенесла її внучка, імператриця Марія Терезія, бо стара дерев'яна труна стала непридатною.

## Родина
Чоловік — Леопольд I Габсбург
Діти:
- Йозеф (1678 — 1711) — ерцгерцог Австрійський, з 1705 року суверенний король Угорщини (номінальний король Угорщини з 1687 року) і Чехії, імператор Священної Римської імперії під ім'ям Йосипа I, 24 лютого 1699 року вступив у шлюб з Вільгельміною Амалією Брауншвейг-Люнебурзькою (1673 — 1742), принцесою з дому Вельфів ;
- Марія Христина Йозефа (нар. і пом. 18.6.1679) — ерцгерцогиня Австрійська, померла відразу після народження;
- Марія Єлизавета (1680 — 1741) — ерцгерцогиня Австрійська, з 1725 року штатгальтер Нідерландів під правлінням дому Габсбургів ;
- Леопольд Йозеф (2.6.1682 — 1684) — ерцгерцог Австрійський, помер в дитячому віці;
- Марія Анна Йозефа (7.9.1683 — 1754) — ерцгерцогиня Австрійська, 27 жовтня 1708 року одружилася з Жуаном V (1689 — 1750), королем Португалії;
- Марія Терезія (1684 — 1696) — ерцгерцогиня Австрійська, померла в підлітковому віці;
- Карл Франц Йозеф (1685 — 1740) — ерцгерцог Австрійський, з 1711 року — король Угорщини під ім'ям Карла III і король Чехії під ім'ям Карла II, імператор Священної Римської імперії під ім'ям Карла IV, з 1714 герцог Люксембургу під ім'ям Карла V, з 1735 року герцог Парми під ім'ям Карла II, 23 квітня 1708 року вступив у шлюб з Єлизаветою Христиною Брауншвейг-Вольфенбюттельською (1691 — 1750) — хоча до цього матір намагалася висватати для нього царівну з дому Романових [К 1] ;
- Марія Йозефа (1687 — 1703) — ерцгерцогиня Австрійська;
- Марія Магдалина (1689 — 1743) — ерцгерцогиня Австрійська;
- Маргарита Марія (1690 — 1691) — ерцгерцогиня Австрійська, померла в дитячому віці.